# Murfreesboro (Arkansas)
Murfreesboro ist eine Stadt im Pike County im US-amerikanischen Bundesstaat Arkansas. Auf einer Fläche von etwa 4,9 Quadratkilometern leben etwa 1800 Menschen.
Die Stadt ist Teil der sozioökonomischen Region Ark-La-Tex, die mehrere Städte und Gemeinde der Bundesstaaten Arkansas, Louisiana, Oklahoma und Texas umfasst.

## Geschichte
Die ersten bestätigten Bewohner des heutigen Stadtgebietes von Murfreesboro waren die Indianer der Stämme der Quapaw und der Caddo. Als erste Weiße erreichte eine Entdeckergruppe um Hernando de Soto das Gebiet in der Mitte des 16. Jahrhunderts. Das Aufeinandertreffen beider Parteien endete gewaltsam.
Nachdem 1833 das Pike County gegründet worden war, wurde dem Areal der Name Zebulon gegeben. Es war nach wie vor von Wildnis geprägt. In den Jahren darauf wurde der Name erst zu Murfreesborough und schließlich zum heutigen Namen geändert. Der Name wurde von Siedlern eingebracht, die das Gebiet nach ihrer Heimatstadt in Tennessee benannten. Schon früh entwickelte sich damals der Ackerbau.
1906 fand John Wesley Huddleston die ersten Diamanten auf diesem Gebiet. 1924 wurde im heutigen State Park Uncle Sam, der größte jemals in den Vereinigten Staaten gefundene Diamant mit 40,23 Karat, geborgen. In den späten 1920er Jahren brachte John William Anthony sein Unternehmen Anthony Lumber Company nach Murfreesboro, das dort zum führenden Arbeitgeber und Industrieunternehmen wurde. Sein Sägewerk wurde zu einem der größten im Süden des Bundesstaates.
1951 wurde der Narrows Dam fertiggestellt, ein kleiner Staudamm, der fortan den Lake Greeson bildete.

## Demographie
Bei der Volkszählung 2000 lebten 1764 Menschen in der Stadt, verteilt auf 732 Haushalte und 485 Familien. Die Bevölkerungsdichte betrug etwa 350 Menschen pro Quadratkilometer. 89,2 % der Bevölkerung waren Weiße, 7,3 % Schwarze, 1,4 % Hispanics oder Lateinamerikaner, 1,1 % Indianer und 0,1 % Asiaten. 0,9 % entstammten einer anderen Ethnizität, 1,4 % hatten zwei oder mehr Ethnizitäten. Das Durchschnittsalter lag bei 40 Jahren, das Pro-Kopf-Einkommen betrug mehr als 17.100 US-Dollar.

## Sehenswürdigkeiten
Der Crater of Diamonds State Park, ein Park mit der achtgrößten Diamantenmine der Welt, befindet sich südlich der Stadt. Außerdem befindet sich das über 1000 Jahre alte Indianerdorf Ka-Do-Ha in Murfreesboro.

## Persönlichkeiten
- Lymon Clifton Reese (* 1917 in Murfreesboro; † 2009), Bauingenieur für Geotechnik und Hochschullehrer